# SN 2006ny
SN 2006ny – supernowa typu II-P odkryta 8 listopada 2006 roku w galaktyce A003917+0005. W momencie odkrycia miała maksymalną jasność 19,80m.